# Mineralsalt

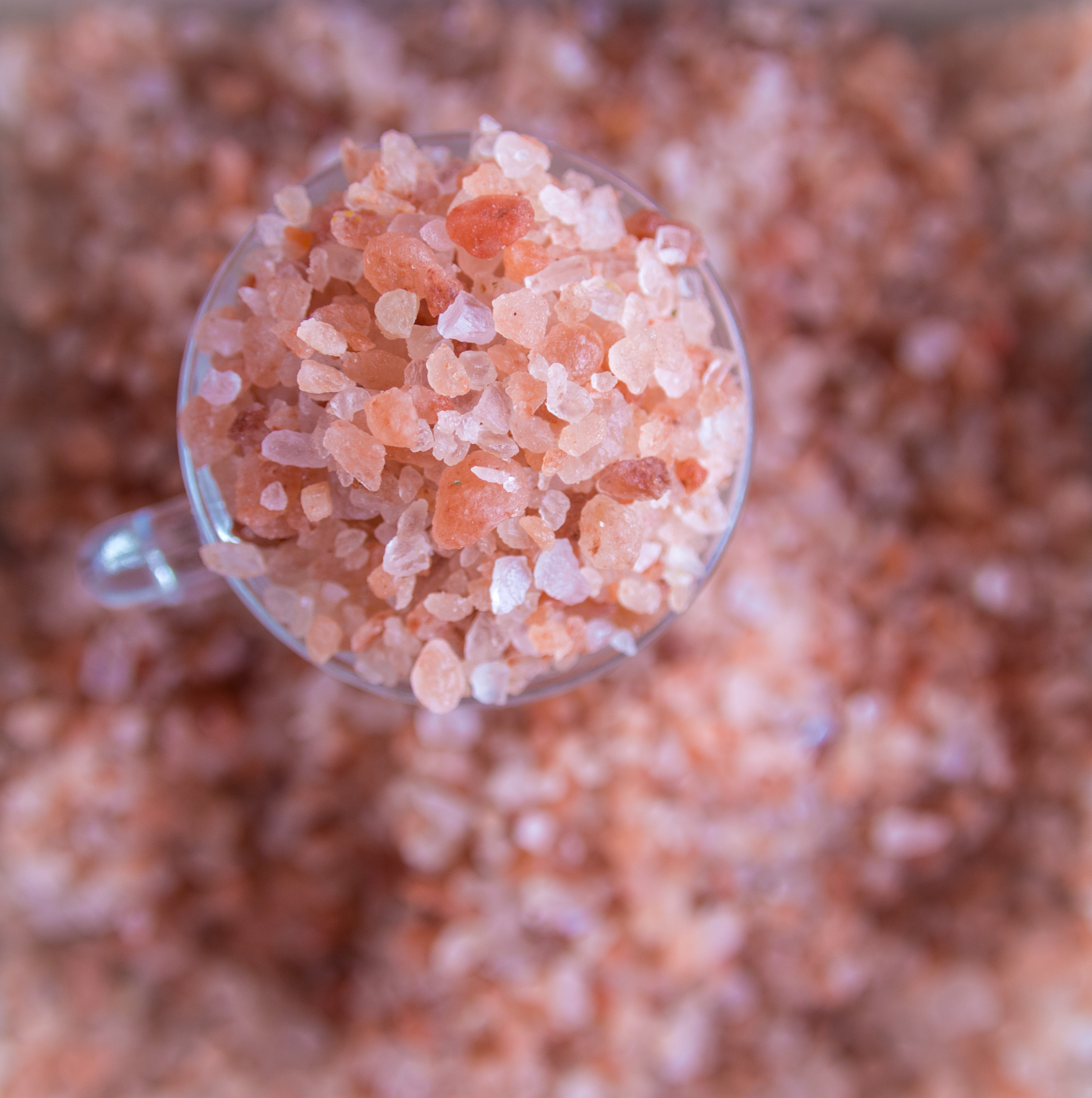
Himalayasalt är en typ av mineralsalt.

Mineralsalt är ett samlingsnamn på olika havssalter och bergsalter där naturliga mineraler lämnats kvar eller där en del natriumklorid ersatts med andra näringsämnen, till skillnad från konventionellt salt (natriumklorid) som är renat. Sammansättningen i ett mineralsalt kan variera, såsom andelen natriumklorid.
Natrium är i sig nödvändigt för kroppen, men överkonsumtion av natrium via salt och saltade livsmedel är vanligt i länder som Sverige, något som kan orsaka förhöjt blodtryck och i sin tur olika följdsjukdomar. Ett av flera sätt att minska intaget av natrium är att ersätta konventionellt salt med ett mineralsalt som har reducerat innehåll av natrium. För hälsoeffekten är det samtidigt av vikt att man inte överdoserar mineralsaltet. Mineralsalt lämpar sig för matlagning, bakning och som bordssalt. Däremot ger mineralsalt med lägre andel natriumklorid sämre konserverande effekt och är därför mindre lämpat för konservering, inläggning och gravning.
Himalayasalt är ett bergsalt som innehåller 98 procent natriumklorid. Mineralerna i ett sådant mineralsalt kan ge färg och smak på saltet, men mineralhalten är för låg för att ha effekt på hälsan. Livsmedelsverket rekommenderar därför andra källor till mineraler. En nackdel med exempelvis himalayasalt och örtsalt är att dessa saknar det viktiga näringsämnet jod som konventionellt salt och andra mineralsalter ofta är berikade med.
I en del mineralsalt har en andel natriumklorid ersatts med salterna kaliumklorid och magnesiumsulfat, som i rekommenderade mängder är nyttigt för kroppen. Varken kalium eller magnesium höjer blodtrycket. Sådant mineralsalt liknar ofta konventionellt salt till utseendet, men smaken är något mindre salt.
Innehållet i mineralsalt framgår av innehållsdeklarationen.